# Feddes Repertorium
O Feddes Repertorium (abreviadamente, Feddes Repert.) é uma obra de referência alemã de taxonomia botânica e geobotânica. Criada em 1905 pelo botânico Friedrich Karl Georg Fedde (1873-1942), em Berlim, teve diferentes títulos (Repertorium novarum specierum regni vegetabilis, Repertorium specierum novarum regni vegetabilis, Feddes repertorium specierum novarum regni vegetabilis, Feddes Repertorium. Zeitschrift für Botanische Taxonomie und Geobotanik)  e subtítulos (Zeitschrift für systematische Botanik; Monatschrift für taxonomische und chorologische Botanik; Zeitschrift für taxonomische und chorologische Botanik; Festschrift für Theodor Herzog) ao longo do tempo. O número de volumes editados também variou consideravelmente a cada ano.  Entre 1945 e 1950, a publicação foi  suspensa.
O Feddes Repertorium continua a ser publicado. Desde 2002, é oferecido também em versão eletrônica, pela editora Wiley-VCH. Atualmente, boa parte do conteúdo  está em língua inglesa.